# Voivodato de Silesia
El voivodato de Silesia (en polaco: Województwo śląskie [vɔjɛˈvut͡stfɔ ˈɕlɔ̃skʲɛ]) es una de las 16 voivodatos (provincias) de la República de Polonia. Su capital es Katowice.
El voivodato fue creado el 1 de enero de 1999 a partir de los antiguos voivodatos de Katowice, Częstochowa y Bielsko-Biała, bajo la ley de reordenamiento territorial polaca de 1998.
Es una de las regiones más densamente poblada de Polonia.
Está dividido en 17 distritos (powiaty), 19 distritos urbanos y 167 comunas. El nombre del voivodato hace referencia al nombre de la región histórica de Silesia.

## Situación geográfica
Situado en el sur de Polonia, el voivodato tiene fronteras con Eslovaquia y la República Checa.
La parte central y noroeste del voivodato es de cierta altitud, en tanto al noreste se halla el denominado Jura polaco, zona que se extiende desde Częstochowa hasta Cracovia. El sur está dominado por los montes Beskides.
Los lazos históricos unen al voivodato de Silesia (que corresponde a la antigua región histórica de Alta Silesia) con los voivodatos de Opole y Baja Silesia. De hecho, hasta el siglo XVIII todos estos territorios estaban unidos en el ducado de Silesia, dividido en después en la Alta Silesia y la Baja Silesia.

## División administrativa

### Ciudades-distrito
- Katowice
- Częstochowa
- Sosnowiec
- Gliwice
- Zabrze
- Bytom
- Bielsko-Biała
- Ruda Śląska
- Rybnik
- Tychy
- Dąbrowa Górnicza
- Chorzów
- Jaworzno
- Jastrzębie Zdrój
- Mysłowice
- Siemianowice Śląskie
- Żory
- Piekary Śląskie
- Świętochłowice

### Distritos
- Distrito de Cieszyn (171 030 hab.)
- Distrito de Wodzisław (155 228 hab.)
- Distrito de Będzin (151 122 hab.)
- Distrito de Bielsko (150 764 hab.)
- Distrito de Żywiec (149 492 hab.)
- Distrito de Tarnowskie Góry (137 980 hab.)
- Distrito de Częstochowa (133 567 hab.)
- Distrito de Zawiercie (124 127 hab.)
- Distrito de Gliwice (114 963 hab.)
- Distrito de Racibórz (111 505 hab.)
- Distrito de Pszczyna (104 638 hab.)
- Distrito de Mikołów (91 022 hab.)
- Distrito de Kłobuck (84 730 hab.)
- Distrito de Lubliniec (76 639 hab.)
- Distrito de Rybnik (73 527 hab.)
- Distrito de Myszków (71 620 hab.)
- Distrito de Bieruń-Lędziny (55 868 hab.)

## Transporte

### Autopistas
- Autostrada A1 (Polonia)
- Autostrada A4 (Polonia)

### Aeropuerto
- Aeropuerto Internacional de Katowice

## Galería

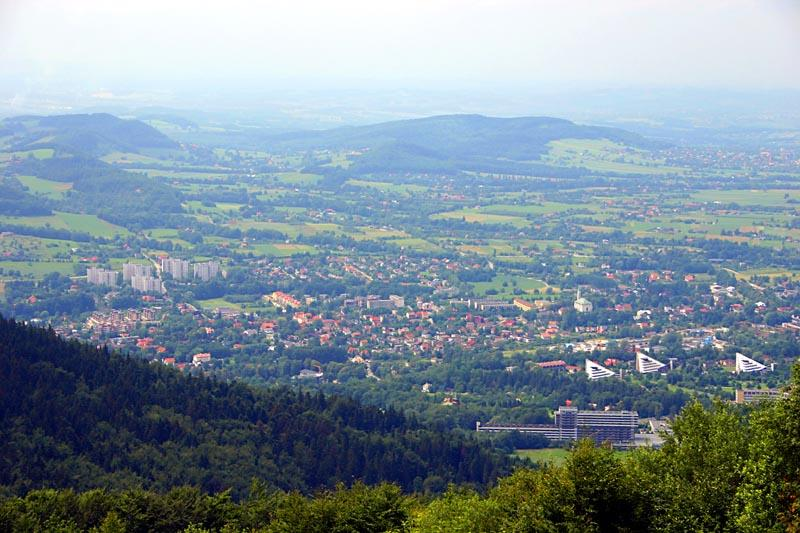
Powiat cieszyński (Ustroń)
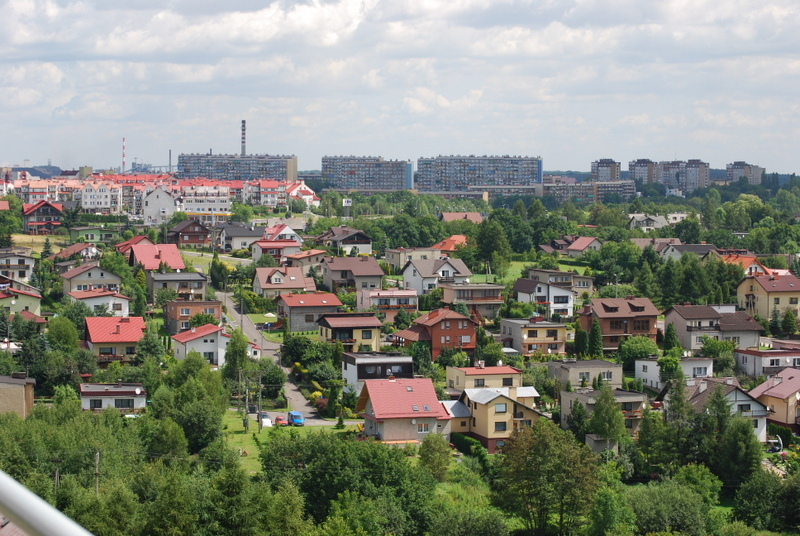
Powiat wodzisławski (Wodzisław Śląski)
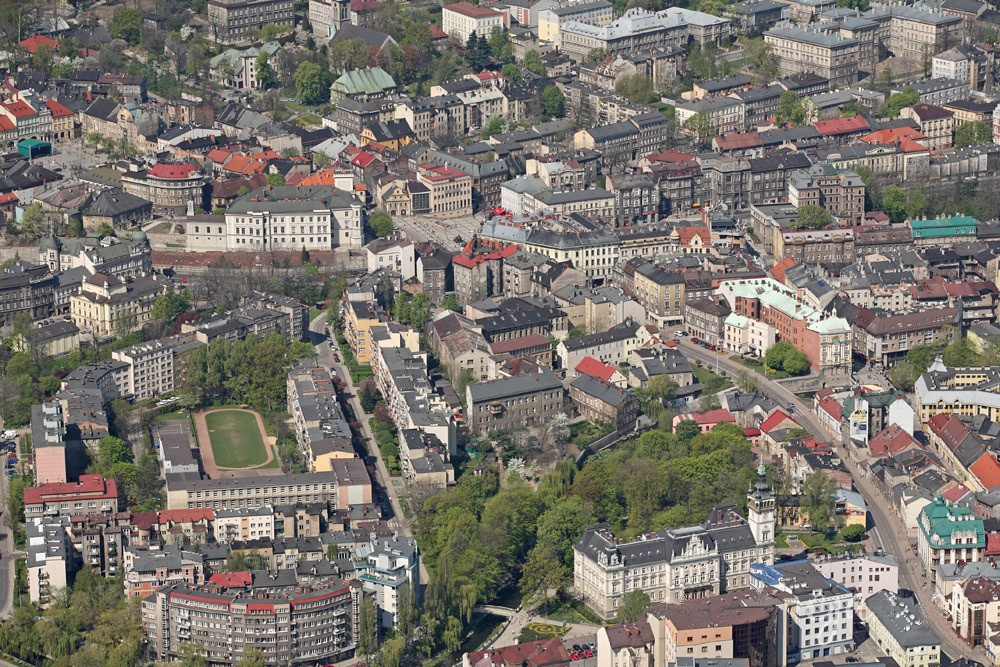
Powiat bielski (Bielsko Biała)
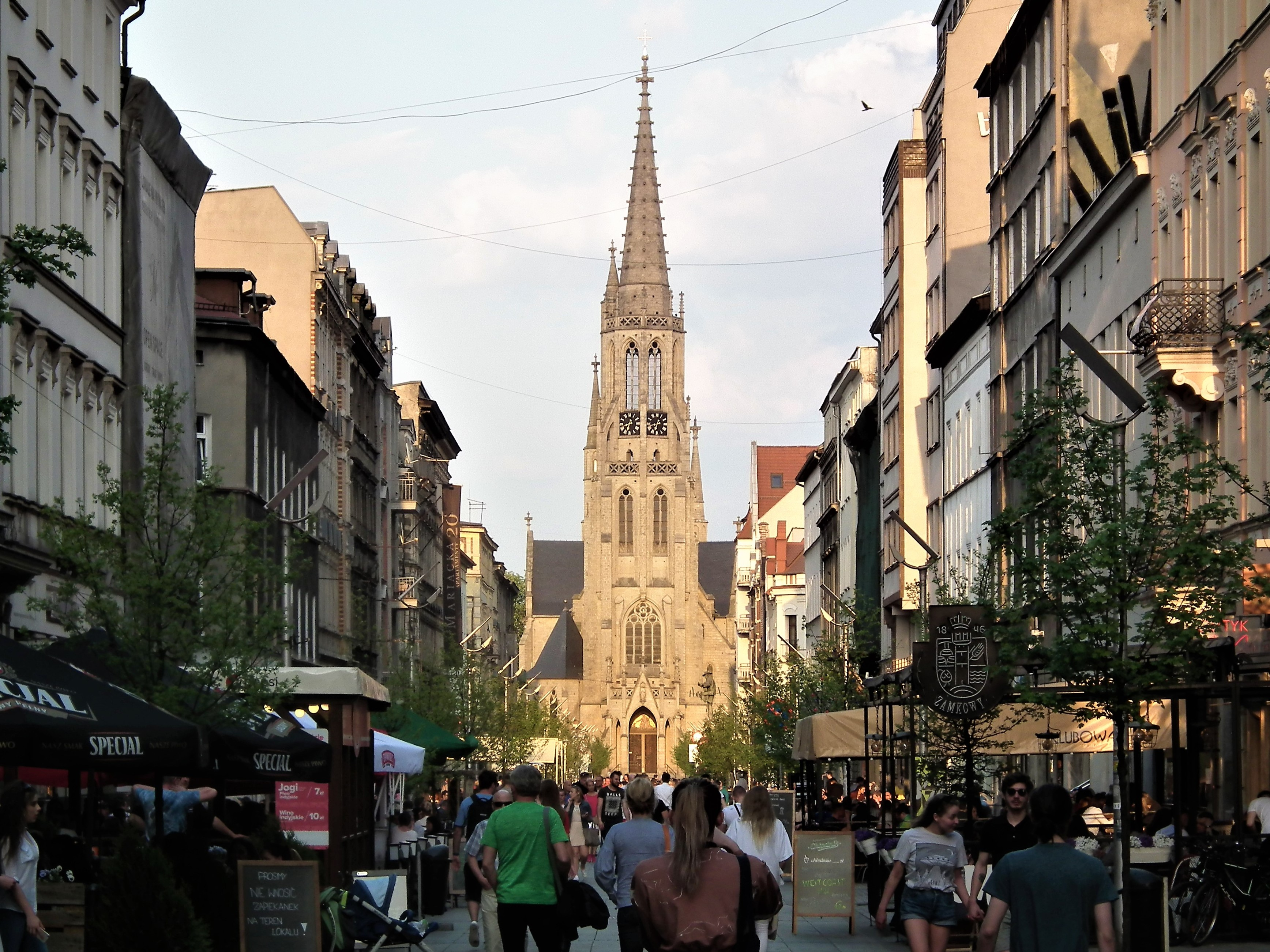
Katowice, una de las área industriales